# Oscar Angeletti
Oscar Mario Angeletti (30 de diciembre de 1947-7 de diciembre de 2011) fue un piloto de automovilismo argentino. Recordado por hinchas y fanáticos del ambiente por haberse especializado en modelos de automóviles de gran porte, fue campeón de Turismo Carretera en 1986, a bordo de un Dodge GTX y subcampeón de esa categoría en 1988 con el mismo modelo y en 1989 con un Ford Fairlane.
Precisamente gracias a este último modelo es altamente recordado, ya que luego de un espectacular año en el que obtuvo el subcampeonato, la ACTC decidió prohibir este modelo en todas las categorías que perteneciesen a dicha entidad, para evitar un monopolio por parte de pilotos que eventualmente quieran correr con esta marca. Sufrió un terrible accidente en 1990 que casi le cuesta la vida y que precipitó su retiro de la actividad.

## Biografía
Nacido el 30 de diciembre de 1947, fue hijo del recordado futbolista de Talleres de Remedios de Escalada, Boca Juniors y la Selección Nacional, Francisco Angeletti, a Oscar no le llamó la atención la pasión por el fútbol. Sin embargo, al igual que su padre, en el futuro se convertiría en un destacado de su disciplina. De joven, Oscar siempre se mostró más interesado por el deporte motor. Arrancó su trayectoria como la mayoría, piloteando kartings durante su infancia, para luego pasar a correr en la arena de los grandes. Se inició en 1982 corriendo en las picadas de 1/4 de milla, donde a bordo de un Torino se transformó en un especialista. Luego de coronarse campeón, pasó a competir en el TC bonaerense, en la clase "A", donde consiguió un meritorio 6º puesto en su primer año. Al año siguiente, debió cambiar el motor de su unidad por una imposición de la categoría: Su Torino pasaba a llevar el motor de un Ford Falcon. A pesar de este cambio, Angeletti se alzaría con el título de manera inobjetable. Sin embargo, la sed de progreso era aún cada vez mayor y Angeletti buscaba nuevos horizontes.

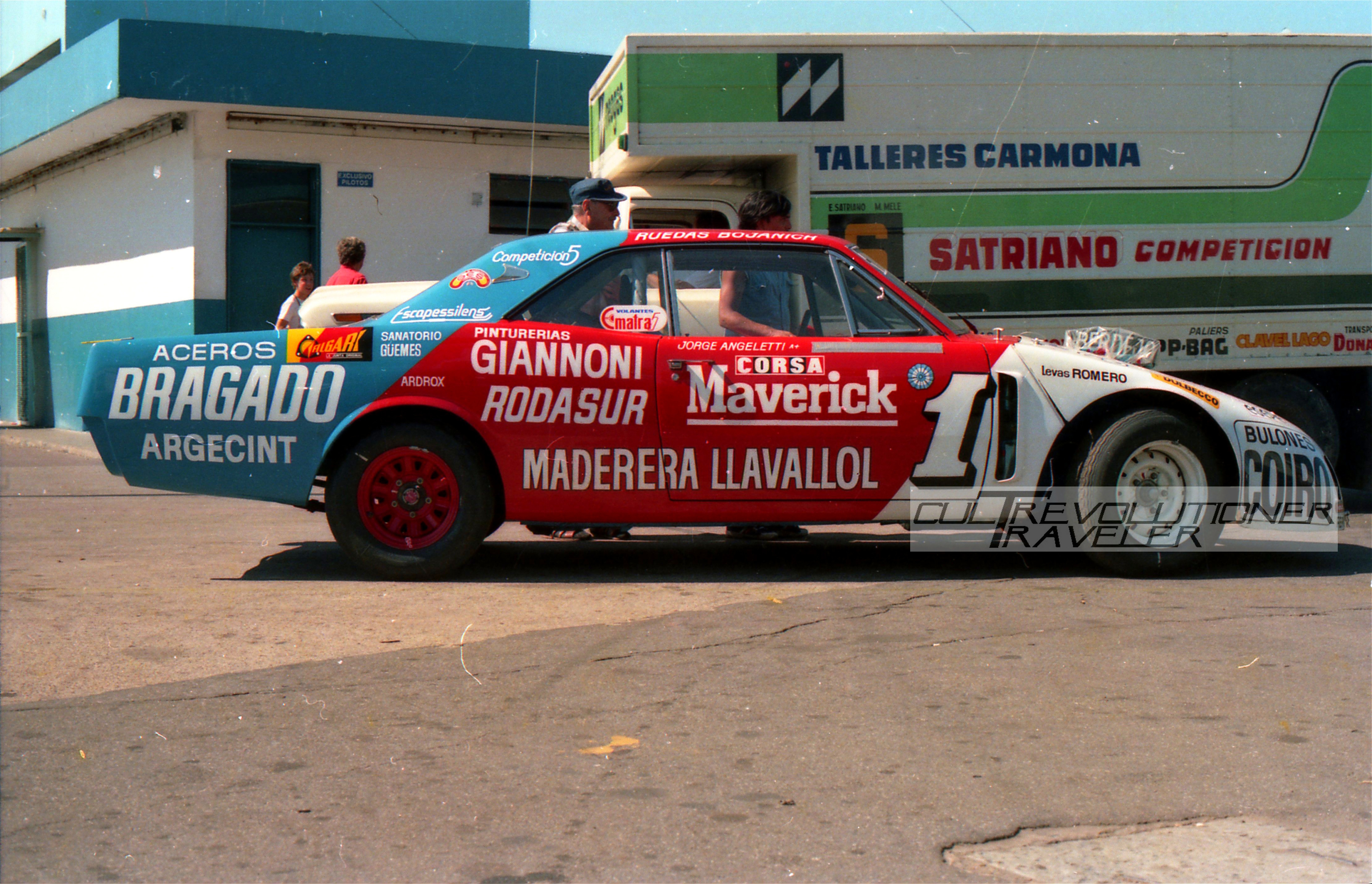
Dodge de Angeletti de 1987.

Fue así que en el año 1984 consigue debutar en el Turismo Carretera a bordo de una Dodge con el número 156. Sin embargo, ese año no pudo hacerlo completo, corriendo solo unas pocas carreras. Al año siguiente, le pintó el número 79 a su Dodge con la que consigue finalizar octavo. Y en 1986, llegó su primer alegría. En una época donde los Dodge GTX monopolizaban el Turismo Carretera, Oscar Angeletti quiso seguir los pasos de Roberto Mouras y Antonio Aventín que habían salido campeones con Dodge. Logró alzarse con el título de ese año, demostrando así que también podía perfilarse como uno de los mejores del momento. Al año siguiente, la suerte no lo acompañó llegando nuevamente a posicionarse octavo en el Torneo. La revancha vendría en 1988, cuando en un evidente dominio de Dodge perdió el campeonato contra el campeón vigente y uno de sus más acérrimos rivales: Oscar Castellano. Sin embargo, a pesar de todos estos lauros conseguidos, 1989 fue el año en el que Angeletti entró a la historia grande del automovilismo al recibirse con el título de "domador de bestias", ya que luego de las restricciones técnicas impuestas a los Dodge, decidió iniciarse en la preparación de un coche con pocos antecedentes deportivos, pero de un perfil similar a la GTX: El Ford Fairlane. Con este automóvil, además de tener que demostrar que podía ganar, demostró a todos que ese era el coche ideal para la competición. Tal es así que luego de volver a perder el título en manos de Castellano (Paradójicamente, también en las filas de Ford, pero con un Falcon), y de una soberbia demostración de manejo, llevando en la última carrera al coche en prácticamente tres ruedas, el Fairlane fue prohibido por la ACTC para cualquier competencia que fiscalice esa entidad.
A pesar de esta derrota legal, Angeletti no se rindió y en 1990 presentó un Ford Falcon con el que continuaba demostrando habilidad conductiva. Sin embargo, la suerte le jugó una mala pasada, cuando en el gran premio de Santa Teresita estrenó su unidad sin haberla probado en ningún lado. Compitió en su serie resultando vencedor y preparó así su camino al éxito. Pero en la carrera final de la competencia, a poco de finalizar, un rezagado se cruza en su camino y provoca que Angeletti haga una maniobra peligrosa. El Falcon hizo una rara pirueta en una zona de cambio de mano de la ruta y fue a parar de frente contra un poste de alumbrado público. Aquel accidente hizo que todos temieran lo peor ya que Angeletti no mostraba signos de vida. En estado crítico fue llevado hacia el hospital donde finalmente logró recuperarse, pero la gravedad del impacto provocó su precipitado retiro de las pistas argentinas. Un piloto que es recordado por fanáticos de Dodge y Ford por su entrega, su tenacidad y sobre todo, por su especialidad de llevar coches de gran porte a la victoria.

## Su hazaña con el Fairlane

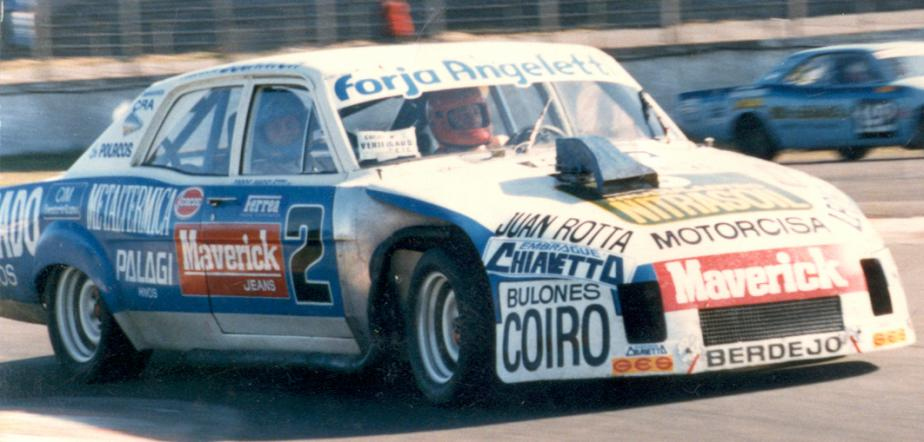
Ford Fairlane de Oscar de 1989.

En la década del '70, Ford había demostrado todo su poderío en la preparación de sus automóviles. 7 títulos en 10 años daban cuenta del potencial que tenían en ese entonces los motores que equipaban a los Ford Falcon. Sin embargo, entrada la década del '80 el monopolio dio un giro brusco hacia otra marca. Comenzaba la era de los Dodge GTX en el TC. Con su diseño altamente revolucionario por su aerodinamia y su potente motor, "la GTX" como se lo conocía fue un coche difícil de batir. Roberto Mouras, Oscar Castellano, Antonio Aventín y Oscar Angeletti fueron los hombres que llevaron a la marca del carnero a su punto más alto. Sin embargo, llegando al final de la década, la ACTC intentó detener este dominio de la marca en la categoría. Nuevamente Ford tenía posibilidades. También por ese entonces, algunos pilotos comenzaban a hacer debutar un nuevo modelo de la marca del óvalo: El Ford Fairlane. Sin embargo, no fue hasta 1989, con Oscar Angeletti al volante, que este auto tuvo su época de gloria. 
En 1989, la ACTC preparó una serie de restricciones técnicas para las Dodge GTX, con el fin de detener el monopolio de la marca. 8 títulos en 10 años fue el resultado de todo esto. Fue así que luego de haber tenido un campeonato en 1986, un año para el olvido en 1987 y un subcampeonato en 1988, Oscar Angeletti decidió cambiar de marca. En ese entonces, Ford tenía un motor ideal con mucha potencia, pero la rectilínea carrocería del Falcon no ayudaba. Fue así que Angeletti tuvo la idea de preparar un coche fuera de lo común y de características similares a la GTX: El Fairlane. Luego de pedir permiso a la ACTC, comenzó la preparación de su nueva máquina. El Fairlane, a diferencia del Falcon, poseía una mejor aceptación aerodinámica y una mejor tenida en ruta, sin embargo a su producto final Angeletti lo dejó con 30 kilos por encima del peso reglamentario del Falcon. Su aparición en pista generó simpatía y despertó el ocurrente ingenio del público. Apodos como "Buquebus", "Jumbo", "Ballena" o "Transatlántico" quedaron en la memoria colectiva. Este último fue el que más perduró en el tiempo.

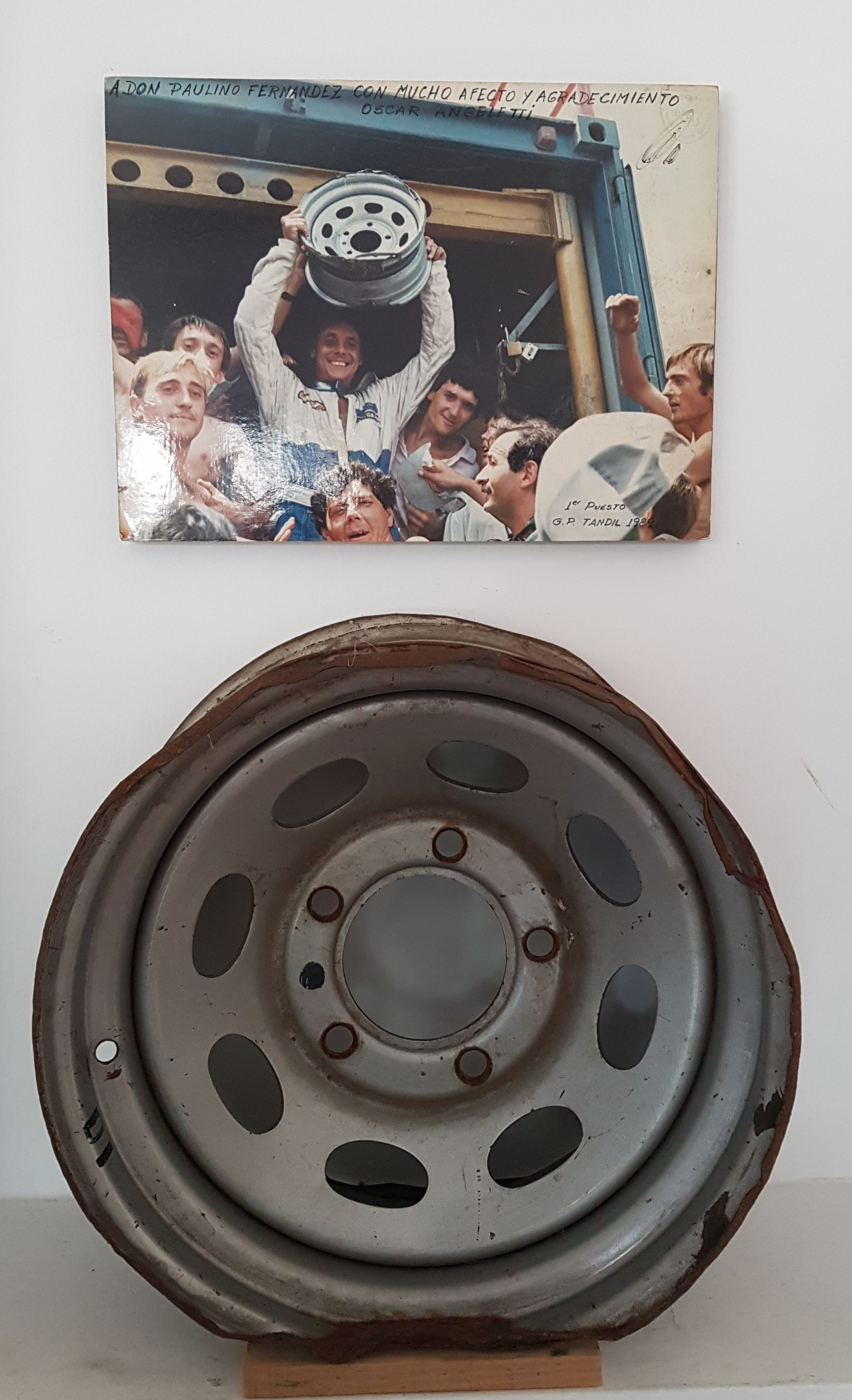
La llanta de la hazaña.

El Fairlane debutó en la tercera fecha del campeonato un 23 de abril de 1989, en Balcarce donde finalizó décimo. Olavarría y Bahía Blanca fueron dos malas pasadas con abandonos por problemas de motor. El primer triunfo del Transatlántico se dio el 11 de junio de 1989 en el entonces Autódromo Oscar Alfredo Gálvez de Buenos Aires (hoy Oscar y Juan Gálvez). Sin embargo, un nuevo sinsabor se sumó en la carrera de San Lorenzo cuando luego de puntear abandonó por problemas de motor. Nuevamente en Buenos Aires, repitió el podio pero esta vez detrás del Ford de Oscar Aventín. Más tarde en Junín llegó la segunda alegría de Angeletti y su Fairlane, porque nuevamente encontraban la victoria. Nuevamente la categoría visitaba Balcarce, donde Angeletti demostró el potencial de su Fairlane al clavar la pole position y vencer en su manga, pero la rotura de un neumático en la final lo dejó a pie. La tercera victoria del Fairlane fue épica. En Nueve de Julio, una falla en el semáforo obligó a que las autoridades penasen a Angeletti con el último lugar de la grilla, sin embargo la fuerza del Transatlántico pudo más y se alzó con una gran victoria. Con todos estos resultados, Angeletti se ponía tercero, preparado para pelearle el título a Oscar Castellano, su archirrival de los últimos cuatro años que también cambió de marca ese año, pero que en este caso piloteaba un Ford Falcon. Sin embargo, la penúltima fecha en Morón, le jugaría una mala pasada: Rompió el motor en pruebas libres, fue tercero en la clasificación, ganó su serie y estaba por llevarse el triunfo. Pero un toque con un rezagado le hizo perder terreno y su coche quedó herido. Así y todo, terminó la carrera en quinto lugar, pero llegaba a la definición con pocas chances: Angeletti debía ganar o ganar y Castellano no debía sumar. La definición en Tandil fue electrizante. Angeletti arrancó dominando las acciones, mientras que Castellano hacía su carrera para mantener la corona. De repente, sucede lo inesperado: Un neumático comienza a desinflarse en el auto de Angeletti. La rueda delantera izquierda transformó al Fairlane en un monstruo indomable, difícil de llevar, pero Angeletti trataba de mentenerse en pista. El final fue apasionante, con el Fairlane aguantando los embates del Falcon de Castellano y cruzando la meta en primer lugar, con la llanta tirando chispas.
Aquella memorable actuación del Fairlane en manos de Angeletti, sin embargo, despertó rechazo por parte de las autoridades de la categoría, que viendo que los Fairlane eran más aerodinámicos que los Falcon y montaban el motor más potente de la categoría, supusieron que el monopolio que pretendían evitar con la Dodge GTX, iba a pasarse a los Fairlane, por lo que decidieron prohibir para todo uso deportivo en categoría pertenecientes a la ACTC, este modelo de Ford. Además, con esta prohibición, lograron evitar un cambio masivo de marcas y modelos que provocarían fuertes inversiones y gastos de dinero. Aquel Fairlane que exitosamente manejara Oscar Angeletti, finalmente vería trunca su carrera deportiva con esta prohibición, siendo finalmente reemplazado por un Ford Falcon. Pero si hay algo que quedará para siempre en la memoria de sus fanáticos, fue su andar inalterable, y el recuerdo de quién más tarde fue considerado como el especialista en coches grandes: Oscar Angeletti.

## Palmarés
| Título     | Categoría         | Marca         | Año  | [ 1 ] |
| Campeón    | TC bonaerense     | Torino-Ford   | 1982 | [ 1 ] |
| Campeón    | Turismo Carretera | Dodge GTX     | 1986 | [ 1 ] |
| Subcampeón | Turismo Carretera | Dodge GTX     | 1988 | [ 1 ] |
| Subcampeón | Turismo Carretera | Ford Fairlane | 1989 | [ 1 ] |